# Careproctus cypselurus
Careproctus cypselurus är en fiskart som först beskrevs av Jordan och Gilbert, 1898.  Careproctus cypselurus ingår i släktet Careproctus och familjen Liparidae. Inga underarter finns listade.